# Рекалцитрантно семе
Рекалцитрантно семе (неортодоксно семе) је семе које не може да се исуши испод релативно високог нивоа влаге (25 до 45%) па стога не може да се складишти на температурама испод замрзавања јер неповратно губи клијавост. Ортодоксно семе, са друге стране, је оно које подноси исушивање испод 10%, а да при том не губи клијавост. Термин је настао од латинске речи recalcitro - непослушан, непокоран. За разлику од других врста у условима који генерално одговарају очувању клијавости (ниска температура и влажност, као и ограничен прилив кисеоника) рекалцитрантно семе губи животну способност.

## Врсте са рекалцитрантним семеном
Уопштено говорећи, код тропских биљака већина врста климакса је са рекалцитрантним семеном, док пионирске врсте имају ортодоксно семе. Рекалцитрантно семе јавља се и код биљака умереног појаса. По правилу то је микробиотичко, крупно семе са великим процентом влаге какво је, на пример, код храстова, питомог и дивљег кестена, сребрнолисног јавора, ловора, ораха. Acer pseudoplatanus губи клијавост ако се исуши испод 35%, Aesculus hippocastanum, Quercus cerris, Q. ilex, Q. palustris, Q. rubra испод 45%, а Castanea sativa, Quercus petraea, Q. robur испод 50%. Што се тиче температуре она мора да је виша од 0оC.
Међу тропским биљкама са рекалцитрантним семеном су авокадо, манго, мангостан, личи, кокос, какао, чај, хевеја и друге. Семе ових врста губи клијавост већ на температурама испод 10оC и/или при сушењу па не може да се чува на дужи период као ортодоксно семе, јер губе своју животну способност.

## Механизми оштећења
Два главна механизма оштећења рекалцитрантног семена су ефекат десикације унутарћелијских структура и ефекат метаболичких промена стварањем токсичних материја као што су слободни радикали. Пример првог типа оштећења може се наћи код семена неких рекалцитрантних нетропских врста, посебно код жира храстова. Ово семе показује пропадање липида и протеина ћелијске мембране већ после 3-4 дана сушења. Друго семе, као оно код питомог кестена показује оксидативна оштећења настала од неконтролисаног метаболизма који се јавља током процеса сушења.

## Начин чувања
Рекалцитрантно семе врста са нашег подручја чува се у влажном супстрату (песак, тресет, перлит) на позитивним температурама блиским нули (0-5оC). Мање количине чувају се у пластичним кесама у фрижидеру. Алтернатива је јесења сетва, са ризиком да семе измрзне или да га поједу глодари.